# Тарченто
Тарчѐнто (на италиански: Tarcento; на фриулски: Tarcint, Тарчинт) е град и община в Северна Италия, провинция Удине, автономен регион Фриули-Венеция Джулия. Разположен е на 230 m надморска височина. Населението на общината е 9148 души (към 2010 г.).